# Creu de terme de les Oliveres
La Creu de terme de les Oliveres és una obra de Linyola (Pla d'Urgell) protegida com a Bé Cultural d'Interès Local.

## Descripció
La creu de terme de les Oliveres reposa damunt quatre graons quadrats. Sobre aquests, una base amb els angles arrodonits i rebaixats en la seva part superior, aguanten els fust de les columna que es declara hexagonal. El capitell es va fent gran a mesura que es van superposar les motllures (quatre, simètriques als graons) també hexagonals. Corona la columna la creu amb els seus braços acabant entre el que és la forma flordelisada i la forma florençada.

## Història
La creu de terme dels Olivers està documentada l'any 1814. La creu de terme no se sap quan va ésser plantada a la cruïlla del Poal i els Arcs. Al 1951 es va restaurar per Francesc Sumalla aprofitant la base antiga (la data de restauració, 21 del 10 del 1951, està gravada las braços de la creu). El fust i la creu corresponen a aquesta restauració. Pel seu estil tant podria ésser una creu del segle xvii com del xviii. A la peanya hi ha inscrit el seu nom "Creueta dels Olivers".